# Fabio Quartararo
Fabio Quartararo (Nice, 20 april 1999) is een Frans motorcoureur. In 2021 werd hij wereldkampioen in de MotoGP. In 2022 werd hij 2de na een spannend gevecht met Francesco Bagnaia.

## Carrière

### Vroege carrière
Quartararo begon zijn motorsportcarrière op vierjarige leeftijd in Frankrijk. Later verhuisde hij naar Spanje om hier deel te nemen aan diverse kampioenschappen. In 2007 en 2008 werd hij achtereenvolgens tweede en eerste in het Spaanse 50cc-kampioenschap. In 2009 won hij het Spaanse 70cc-kampioenschap en in 2010 en 2011 werd hij respectievelijk derde en eerste in het 80cc-kampioenschap van het land. In 2012 werd hij kampioen in het zogeheten "pre-Moto3"-kampioenschap van Spanje.
In 2013 maakte Quartararo zijn debuut in het Spaanse Moto3-kampioenschap op een FTR Honda. Hij won de laatste drie races van het seizoen op het Circuit Ricardo Tormo Valencia (tweemaal) en het Circuito Permanente de Jerez, waardoor hij met één punt voorsprong op Marcos Ramírez kampioen werd. Hij was de jongste coureur ooit die dit kampioenschap won en de eerste niet-Spanjaard sinds Stefan Bradl in 2007. Aangezien hij te jong was om over te stappen naar het wereldkampioenschap, bleef hij in 2014 actief in de Spaanse Moto3 op een Honda. Hij won negen van de elf races en werd in de andere twee races tweede, waarmee hij op dominante wijze zijn kampioenschap prolongeerde; hij had met 265 punten bijna twee keer zoveel punten als Jorge Navarro op de tweede plaats.

### Moto3

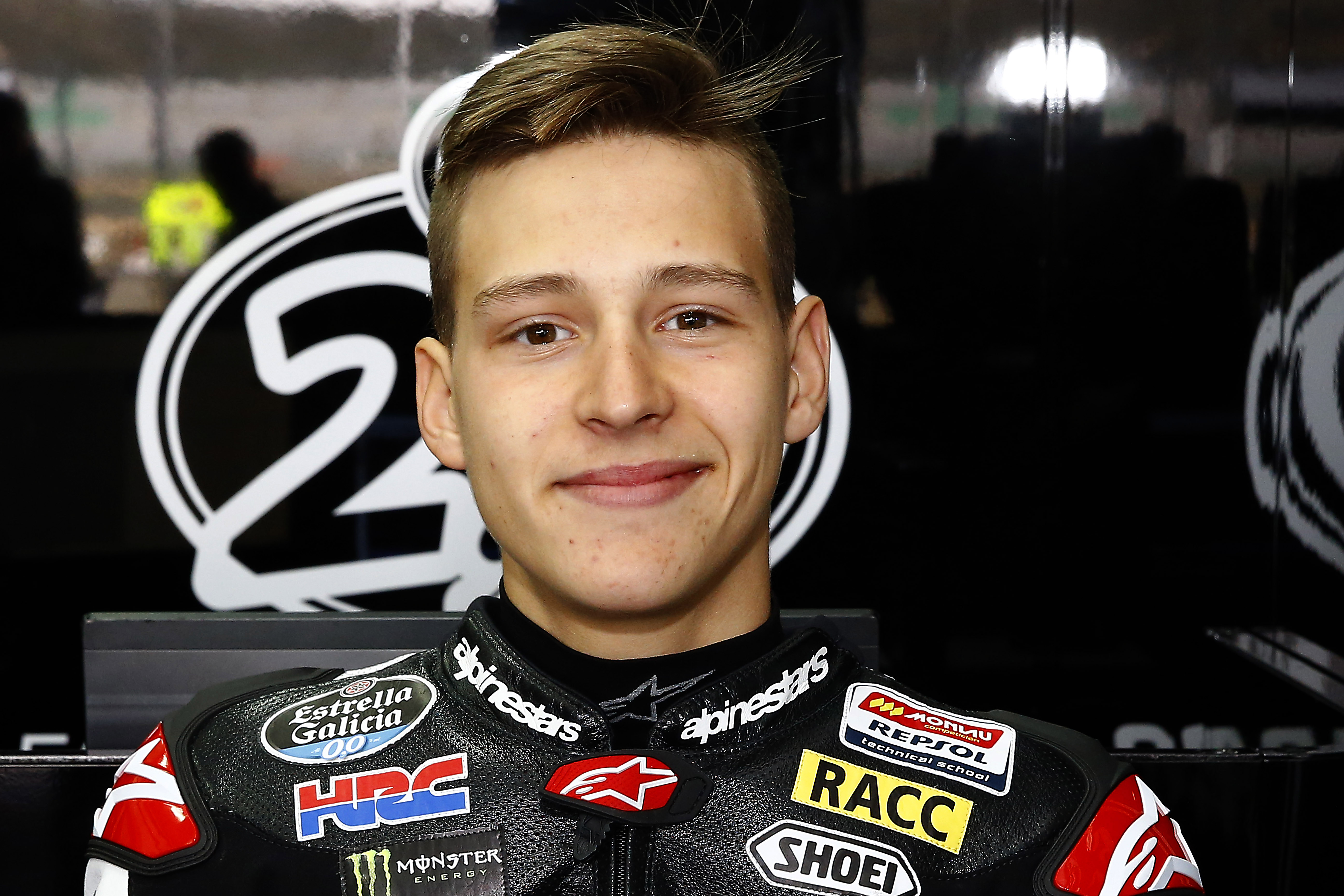
Fabio Quartararo in 2015

In 2015 maakte Quartararo de overstap naar de Moto3-klasse van het wereldkampioenschap wegrace, waarin hij voor het team Estrella Galicia 0,0 uitkwam op een Honda. Voorafgaand aan zijn debuut werden de reglementen van het kampioenschap aangepast; voorheen mochten coureurs pas meedoen aan het WK als ze zestien jaar oud waren, waar Quartararo bij aanvang van het seizoen slechts vijftien was. Dat seizoen werd er een uitzondering toegevoegd: de kampioen van de Spaanse Moto3 mocht altijd deelnemen aan het kampioenschap. In zijn debuutseizoen behaalde hij twee podiumplaatsen tijdens de Grand Prix van de Amerika's en de TT van Assen. Ook behaalde hij twee pole positions in de races in Spanje en Frankrijk. In de tweede helft van het seizoen moest hij echter vijf races missen vanwege een enkelblessure die hij opliep bij een crash tijdens de vrije training van de Grand Prix van San Marino. Uiteindelijk werd hij tiende in het kampioenschap met 92 punten.
In 2016 maakte Quartararo binnen de Moto3 de overstap naar het team Leopard Racing, waarbij hij op een KTM uitkwam. Hij kende een enigszins teleurstellend tweede seizoen in het kampioenschap, vierde plaatsen in Oostenrijk en Maleisië waren zijn beste klasseringen. Met 83 punten zakte hij terug naar de dertiende plaats in de eindstand met 83 punten.

### Moto2
Ondanks zijn teleurstellende seizoen maakte Quartararo in 2017 de overstap naar de Moto2-klasse, waarin hij voor Pons Racing uitkwam op een Kalex. Zijn beste resultaat was een zesde plaats in de Grand Prix van San Marino. Met 64 punten sloot hij zijn debuutseizoen in de klasse af op de dertiende plaats.
In 2018 stapte Quartararo binnen de Moto2 over naar het fabrieksteam van Speed Up. Tijdens de Grand Prix van Catalonië behaalde hij de pole position en won hij tevens zijn eerste Grand Prix. In de daaropvolgende race, de TT van Assen, behaalde hij zijn enige andere podiumfinish van het seizoen. Met 138 punten werd hij tiende in het kampioenschap.

### MotoGP
In 2019 stapte Quatararo over naar de MotoGP, waar hij op een Yamaha bij het team Petronas Yamaha SRT reed. Al in zijn vierde race in Spanje behaalde hij zijn eerste pole position, waarmee hij de jongste MotoGP-coureur werd die dit presteerde. Gedurende het seizoen startte hij zes keer vanaf de eerste plaats, maar desondanks won hij geen races. Wel behaalde hij zeven podiumplaatsen en werd hij met 192 punten vijfde in het klassement als de beste rookie van het seizoen.
In 2020 behaalde Quatararo in de seizoensopener in Spanje zijn eerste MotoGP-zege. Een week later, tijdens de Grand Prix van Andalusië, won hij direct zijn tweede race. In Catalonië behaalde hij zijn enige andere zege van het seizoen, maar in de rest van de races wist hij niet op het podium te eindigen. Met 127 punten zakte hij naar de achtste plaats in de eindstand.
In 2021 stapte Quartararo binnen de MotoGP over naar het fabrieksteam van Yamaha. Hij won races in Doha, Portugal, Italië, Assen en Groot-Brittannië en behaalde hiernaast nog vijf podiumfinishes. Twee races voor het einde van het seizoen, tijdens de Grand Prix van Emilia-Romagna, werd hij gekroond tot wereldkampioen na een val van zijn directe concurrent Francesco Bagnaia. Hiermee werd hij de eerste Yamaha-coureur sinds Jorge Lorenzo in 2015 die de MotoGP-titel won.

## Statistieken

### Grand Prix

#### Per seizoen
| Seizoen | Klasse | Motor    | Team                              | Races | Winst | Podiums | Poles | SR | Ptn  | Pos |
| ------- | ------ | -------- | --------------------------------- | ----- | ----- | ------- | ----- | -- | ---- | --- |
| 2015    | Moto3  | Honda    | Team Estrella Galicia 0,0         | 13    | 0     | 2       | 2     | 0  | 92   | 10e |
| 2016    | Moto3  | KTM      | Leopard Racing                    | 18    | 0     | 0       | 0     | 0  | 83   | 13e |
| 2017    | Moto2  | Kalex    | Pons HP40                         | 18    | 0     | 0       | 0     | 0  | 64   | 13e |
| 2018    | Moto2  | Speed Up | Speed Up Racing                   | 18    | 1     | 2       | 1     | 1  | 138  | 10e |
| 2019    | MotoGP | Yamaha   | Petronas Yamaha SRT               | 19    | 0     | 7       | 6     | 2  | 192  | 5e  |
| 2020    | MotoGP | Yamaha   | Petronas Yamaha SRT               | 14    | 3     | 3       | 4     | 2  | 127  | 8e  |
| 2021    | MotoGP | Yamaha   | Monster Energy Yamaha MotoGP      | 18    | 5     | 10      | 5     | 5  | 278  | 1e  |
| 2022    | MotoGP | Yamaha   | Monster Energy Yamaha MotoGP      | 20    | 3     | 8       | 1     | 4  | 248  | 2e  |
| 2023    | MotoGP | Yamaha   | Monster Energy Yamaha MotoGP      | 20    | 0     | 3       | 0     | 0  | 172  | 10e |
| 2024    | MotoGP | Yamaha   | Monster Energy Yamaha MotoGP Team | 20    | 0     | 0       | 0     | 0  | 113  | 13e |
| 2025*   | MotoGP | Yamaha   | Monster Energy Yamaha MotoGP Team | 13    | 0     | 1       | 4     | 0  | 103  | 10e |
| Totaal  | Totaal | Totaal   | Totaal                            | 191   | 12    | 36      | 23    | 14 | 1610 |     |

#### Per klasse
| Klasse | Seizoenen  | 1e GP      | 1e podium      | 1e winst       | Races | Winst | Podiums | Poles | SR | Ptn  | Kampioen |
| ------ | ---------- | ---------- | -------------- | -------------- | ----- | ----- | ------- | ----- | -- | ---- | -------- |
| Moto3  | 2015-2016  | Qatar 2015 | Amerika's 2015 |                | 31    | 0     | 2       | 2     | 0  | 175  | 0        |
| Moto2  | 2017-2018  | Qatar 2017 | Catalonië 2018 | Catalonië 2018 | 36    | 1     | 2       | 1     | 1  | 202  | 0        |
| MotoGP | 2019-heden | Qatar 2019 | Catalonië 2019 | Spanje 2020    | 124   | 11    | 32      | 20    | 13 | 1233 | 1        |
| Totaal | 2015-heden | 2015-heden | 2015-heden     | 2015-heden     | 191   | 12    | 36      | 23    | 14 | 1610 | 1        |

#### Races per jaar
(vetgedrukt betekent pole positie; cursief betekent snelste ronde; 1–9 betekent positie in de sprintrace)
| Jaar | Klasse | Motor    | 1       | 2       | 3       | 4       | 5       | 6        | 7        | 8        | 9       | 10     | 11      | 12       | 13      | 14     | 15      | 16      | 17      | 18      | 19     | 20     | 21  | 22  | Pos | Ptn  |
| ---- | ------ | -------- | ------- | ------- | ------- | ------- | ------- | -------- | -------- | -------- | ------- | ------ | ------- | -------- | ------- | ------ | ------- | ------- | ------- | ------- | ------ | ------ | --- | --- | --- | ---- |
| 2015 | Moto3  | Honda    | QAT 7   | AME 2   | ARG 6   | SPA 4   | FRA DNF | ITA DNF  | CAT 14   | NED 2    | DUI DNF | INP 11 | TSJ DNF | GBR 4    | SMR DNS | ARA    | JPN DNS | AUS DNS | MAL     | VAL DNF |        |        |     |     | 10  | 92   |
| 2016 | Moto3  | KTM      | QAT 13  | ARG 13  | AME 13  | SPA DNF | FRA 6   | ITA 5    | CAT 7    | NED DNF  | DUI 23  | OOS 4  | TSJ 21  | GBR DNF  | SMR 18  | ARA 12 | JPN 8   | AUS 12  | MAL 4   | VAL 14  |        |        |     |     | 13  | 83   |
| 2017 | Moto2  | Kalex    | QAT 7   | ARG DNF | AME 12  | SPA 16  | FRA 18  | ITA 18   | CAT 7    | NED 9    | DUI 13  | TSJ 20 | OOS DNF | GBR 16   | SMR 6   | ARA 11 | JPN 19  | AUS DNF | MAL 7   | VAL 8   |        |        |     |     | 13  | 64   |
| 2018 | Moto2  | Speed Up | QAT 20  | ARG 22  | AME 15  | SPA 10  | FRA 8   | ITA 11   | CAT 1    | NED 2    | DUI 9   | TSJ 11 | OOS 9   | GBR C    | SMR 7   | ARA 9  | THA 5   | JPN DSQ | AUS 10  | MAL 5   | VAL 6  |        |     |     | 10  | 138  |
| 2019 | MotoGP | Yamaha   | QAT 16  | ARG 8   | AME 7   | SPA DNF | FRA 8   | ITA 10   | CAT 2    | NED 3    | DUI DNF | TSJ 7  | OOS 3   | GBR DNF  | SMR 2   | ARA 5  | THA 2   | JPN 2   | AUS DNF | MAL 7   | VAL 2  |        |     |     | 5   | 192  |
| 2020 | MotoGP | Yamaha   | SPA 1   | AND 1   | TSJ 7   | OOS 8   | STI 13  | SMR DNF  | EMI 4    | CAT 1    | FRA 9   | ARA 18 | TER 8   | EUR 14   | VAL DNF | POR 14 |         |         |         |         |        |        |     |     | 8   | 127  |
| 2021 | MotoGP | Yamaha   | QAT 5   | DOH 1   | POR 1   | SPA 13  | FRA 3   | ITA 1    | CAT 6    | DUI 3    | NED 1   | STI 3  | OOS 7   | GBR 1    | ARA 8   | SMR 2  | AME 2   | EMI 4   | ALG DNF | VAL 5   |        |        |     |     | 1   | 278  |
| 2022 | MotoGP | Yamaha   | QAT 9   | INA 2   | ARG 8   | AME 7   | POR 1   | SPA 2    | FRA 4    | ITA 2    | CAT 1   | DUI 1  | NED DNF | GBR 8    | OOS 2   | SMR 5  | ARA DNF | JPN 8   | THA 17  | AUS DNF | MAL 3  | VAL 4  |     |     | 2   | 248  |
| 2023 | MotoGP | Yamaha   | POR 8   | ARG 79  | AME 3   | SPA 10  | FRA 7   | ITA 11   | DUI 13   | NED DNF3 | GBR 15  | OOS 8  | CAT 7   | SMR 13   | IND 36  | JPN 10 | INA 35  | AUS 14  | THA 5   | MAL 5   | QAT 78 | VAL 11 |     |     | 10  | 172  |
| 2024 | MotoGP | Yamaha   | QAT 11  | POR 79  | AME 12  | SPA 155 | FRA DNF | CAT 9    | ITA 18   | NED 127  | DUI 11  | GBR 11 | OOS 18  | ARA DNF8 | SMR 79  | EMI 7  | INA 7   | JPN 12  | AUS 9   | THA 16  | MAL 65 | SOL 11 |     |     | 13  | 113  |
| 2025 | MotoGP | Yamaha   | THA 157 | ARG 14  | AME 106 | QAT 75  | SPA 2   | FRA DNF4 | GBR DNF7 | ARA DNF  | ITA 14  | NED 10 | DUI 43  | TSJ 65   | OOS 15  | HON    | CAT     | SMR     | JPN     | INA     | AUS    | MAL    | POR | VAL | 10* | 103* |

* Seizoen nog bezig.